# Brancos honorários

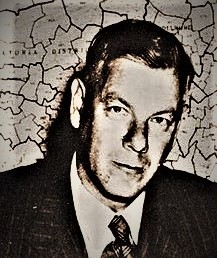
Baixo a presidência de Hendrik Verwoerd implementou-se o título.

Brancos honorários foi um termo jurídico que esteve institucionalizado desde 1961 pelo regime de apartheid da África do Sul, para conceder quase todos os direitos e mordomias dos brancos aos estrangeiros que não eram brancos.

## História

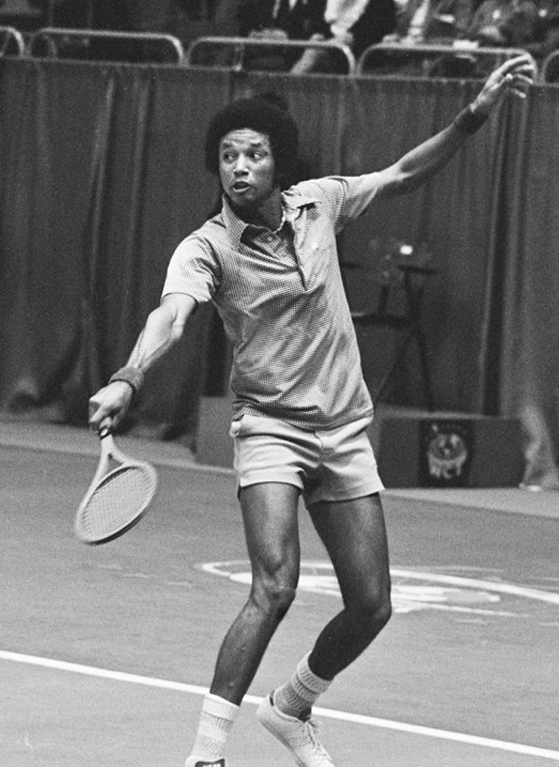
Arthur Ashe negou-se a receber dito qualificativo.

Isto se aplicou caso por caso para seleccionar indivíduos (por exemplo: presidentes latinoamericanos) mas também a grupos de pessoas, em maior medida aos asiáticos do este que tiveram relações comerciais, empresariais e políticas com os sul-africanos. Isto sucedeu devido a um pacto de comércio realizado entre África do Sul e Japão na abertura das relações internacionais, pela proclamação da república nesse ano, quando Tóquio Yawata Aço & de Ferro Cía. adquiriu 5 milhões de toneladas de ferro de porco sul-africano por um valor a mais de $250 milhões, sobre um prazo de 10 anos.
Com um trato tão enorme, o Premiê Hendrik Verwoerd determinou que  seria mau visto e desvantajoso submeter aos sócios japoneses às mesmas restrições que tinham outras etnias. Além das delegações de comércio, os cidadãos de Japão e posteriormente outros asiáticos visitaram regularmente África do Sul por turismo.
O instituto foi derrogado com a abolição do regime racista em 1992.

### Japoneses
O instituto aplicou-se pela primeira vez em 1961 a todas as pessoas japonesas (que também foram designados arianos honorários pela Alemanha nazista). Em Johannesburgo proclamou-se ceremonialmente que "em vista dos acordos de comércio", as piscinas municipais seriam abertas a todos os hóspedes japoneses.
A decisão outorgou aos japoneses quase todos os mesmos direitos e mordomias de brancos, inclusive residir no país; mas nao o direito de votar. A imprensa mundial questionou que o governo japonês tenha aceitado as mordomias especiais, sendo visto como um apoio ao apartheid.

### Chineses
Ao momento do acordo japonês existia uma comunidade chinesa pequena (aproximadamente 7.000 naquele tempo), quem também eram submetidos ao mesmo trato que os negros. Quando o Time informou do acontecimento na África do Sul, um empresário chinês do Reino Unido disse: "Em todo o caso, somos mais brancos em aspecto que nossos amigos japoneses.""
A inclusão de outros asiáticos do este como brancos honorários (sulcoreanos e especialmente taiwaneses) complicou os assuntos locais como os alvos não podiam distinguir as nacionalidades dos asiáticos.
O conflito resolveu-se em 1984, quando uma reforma da Lei de Áreas de Grupo permitiu que os chineses possam viver em bairros que o governo tinha declarado áreas brancas e utilizar as instalações assim consideradas, como as praias. Desta maneira os chineses foram considerados Brancos honorarios de facto, não sem ser duramente criticado pelos alvos.

### Sulcoreanos
Coreia do Sul sempre se negou a estabelecer relações diplomáticas com África do Sul devido ao apartheid. Mas quando em 1961 se lhes ofereceu proclamar brancos honorários a seus cidadãos, foi a estratégia do governo sul-africano para conseguir encaixar acordos comerciais; os sulcoreanos aceitaram.
Coreia do Sul manteve laços com África do Sul até 1978, quando devido aos protestos de seus cidadãos na contramão apartheid e a pressão internacional, cortou as relações diplomáticas. Os dois países restabeleceram sua diplomacia recém na presidência de Nelson Mandela.

### Taiwaneses
A inclusão de taiwaneses deveu-se também às importantes relações económicas: em 1979 Taiwan era o quinto sócio comercial maior de África do Sul. As relações foram muito fortes como ambos estavam isolados da comunidade internacional.

## No desporto

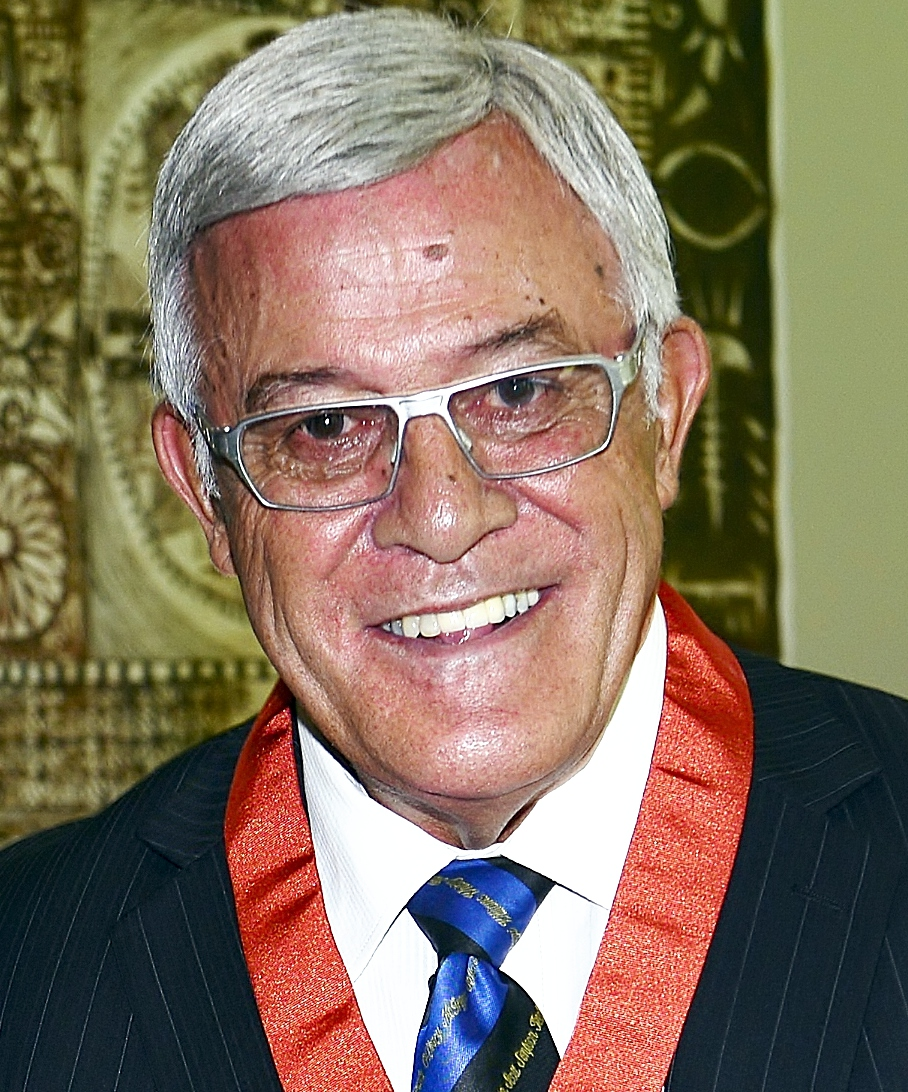
Bryan Williams estrela dos All Blacks, foi um alvo honorario

Os "Alvos honorarios" quiçá conhecem-se mais pelos dados aos desportistas que visitaram o país:
A forte rivalidade desportiva All Blacks vs. Springboks permitiu que os neozelandeses ingressem ao país com seus jogadores Maoris para a Volta dos All Blacks 1970.

### Arthur Ashe
Ao tenista estadounidense Arthur Ashe (afroamericano) tentaram inscrevê-lo com Branco honorário na aduana sul-africana, mas ele o recusou e reclamou ser inscrito como homem negro. Anos dantes o escritor guianês E. R. Braithwaite aceitou o título e depois escreveu o livro: Honorary white, a black in the South Africa (Branco honorário: um negro em África do Sul) criticando duramente o governo racista.